# Hickory (Karolina Północna)
Hickory – miasto we wschodniej części Stanów Zjednoczonych, w stanie Karolina Północna. Ma 37 222 mieszkańców (2000). Jest częścią obszaru metropolitalnego Hickory—Lenoir—Morganton liczącego około 360 tys. mieszkańców (2007).
Leży przy autostradzie I-40.